# Tetracnemoidea piceae
Tetracnemoidea piceae is een vliesvleugelig insect uit de familie Encyrtidae. De wetenschappelijke naam is voor het eerst geldig gepubliceerd in 1946 door Erdös.